# 第9回全日本女子サッカー選手権大会
第9回全日本女子サッカー選手権大会（だい9かいぜんにほんじょしさっかーせんしゅけんたいかい）は、1988年3月24日から3月27日に開催された全日本女子サッカー選手権大会。16チームの参加で3位決定戦は実施しなかった。
8連覇を目指した清水第八スポーツクラブを読売サッカークラブ女子・ベレーザ（現・日テレ・ベレーザ）が決勝で破り出場5大会目にして初優勝。高倉麻子（ベレーザ）が最優秀選手賞を受賞した。3位は高槻女子フットボールクラブと神戸FCレディース（TASAKIペルーレFCの前身）であった。

## 成績
- 優勝：読売サッカークラブ女子・ベレーザ
- 準優勝：清水第八スポーツクラブ
- 第3位：高槻女子フットボールクラブ、神戸FCレディース

## 出場チーム

### 前回優勝
- 清水第八スポーツクラブ

### 北海道地域
- FCアトレチカ

### 東北地域
- 宮城広瀬高校女子クラブ

### 関東地域
- 読売サッカークラブ女子・ベレーザ
- FC小平
- 日産FCレディース
- 天台FC

### 北信越地域
- レディース西条

### 東海地域
- 伊賀上野くノ一サッカークラブ
- 清水FC女子

### 関西地域
- 高槻女子フットボールクラブ
- 神戸FCレディース
- 兵庫教育大学

### 中国地域
- 広島皆実FC

### 四国地域
- 太田ギャル

### 九州地域
- 熊本レディース飽田

## 開催方式

### 試合規定
- 試合時間
  - 1、2回戦、準々決勝、準決勝:60分（30分ハーフ）
  - 決勝:90分（45分ハーフ）
  - 規定時間内に決しない場合はPK戦。ただし準決勝以後は20分（10分ハーフ）の延長戦を行い、決しない場合はPK戦。

### 試合会場
1回戦・準々決勝
- 国立西が丘サッカー場
- 国立西が丘運動場

準決勝
- 国立西が丘サッカー場

決勝
- 国立霞ヶ丘競技場陸上競技場

## 結果

### 1回戦
| 1988年3月24日 10:00 |

| 清水第八スポーツクラブ | 13 - 0 | レディース西条 |
|                        |        |                |

| 国立西が丘運動場 |

| 1988年3月24日 11:30 |

| 日産FCレディース | 3 - 0 | 兵庫教育大学 |
|                  |       |              |

| 国立西が丘運動場 |

| 1988年3月24日 13:00 |

| FC小平 | 7 - 0 | 広島皆実FC |
|        |       |            |

| 国立西が丘運動場 |

| 1988年3月24日 14:30 |

| 清水FC女子 | 0 - 3 | 神戸FCレディース |
|            |       |                  |

| 国立西が丘運動場 |

| 1988年3月24日 10:00 |

| 高槻女子フットボールクラブ | 1 - 0 | 宮城広瀬高校クラブ |
|                            |       |                    |

| 国立西が丘サッカー場 |

| 1988年3月24日 11:30 |

| 天台FC | 0 - 0 | 伊賀上野くノ一サッカークラブ |
|        |       |                              |
|        | PK戦  |                              |
|        | 2 - 3 |                              |

| 国立西が丘サッカー場 |

| 1988年3月24日 13:00 |

| 熊本レディース飽田 | 4 - 0 | FCアトレチカ |
|                    |       |              |

| 国立西が丘サッカー場 |

| 1988年3月24日 14:30 |

| 太田ギャル | 0 - 5 | 読売サッカークラブ女子・ベレーザ |
|            |       |                                  |

| 国立西が丘サッカー場 |

### 準々決勝
| 1988年3月25日 12:00 |

| 清水第八スポーツクラブ | 2 - 2 | 日産FCレディース |
|                        |       |                  |
|                        | PK戦  |                  |
|                        | 5 - 4 |                  |

| 国立西が丘サッカー場 |

| 1988年3月25日 13:30 |

| FC小平 | 0 - 2 | 神戸FCレディース |
|        |       |                  |

| 国立西が丘サッカー場 |

| 1988年3月25日 12:00 |

| 高槻女子フットボールクラブ | 1 - 0 | 伊賀上野くノ一サッカークラブ |
|                            |       |                              |

| 国立西が丘運動場 |

| 1988年3月25日 13:30 |

| 熊本レディース飽田 | 0 - 11 | 読売サッカークラブ女子・ベレーザ |
|                    |        |                                  |

| 国立西が丘運動場 |

### 準決勝
| 1988年3月26日 10:00 |

| 清水第八スポーツクラブ | 2 - 1 | 神戸FCレディース |
|                        |       |                  |

| 国立西が丘サッカー場 |

| 1988年3月24日 11:30 |

| 高槻女子フットボールクラブ | 0 - 1 | 読売サッカークラブ女子・ベレーザ |
|                            |       |                                  |

| 国立西が丘サッカー場 |

### 決勝
| 1988年3月27日 11:00 |

| 清水第八スポーツクラブ | 0 - 2 | 読売サッカークラブ女子・ベレーザ |
|                        |       |                                  |

| 国立霞ヶ丘陸上競技場 |